# Martinsicuro

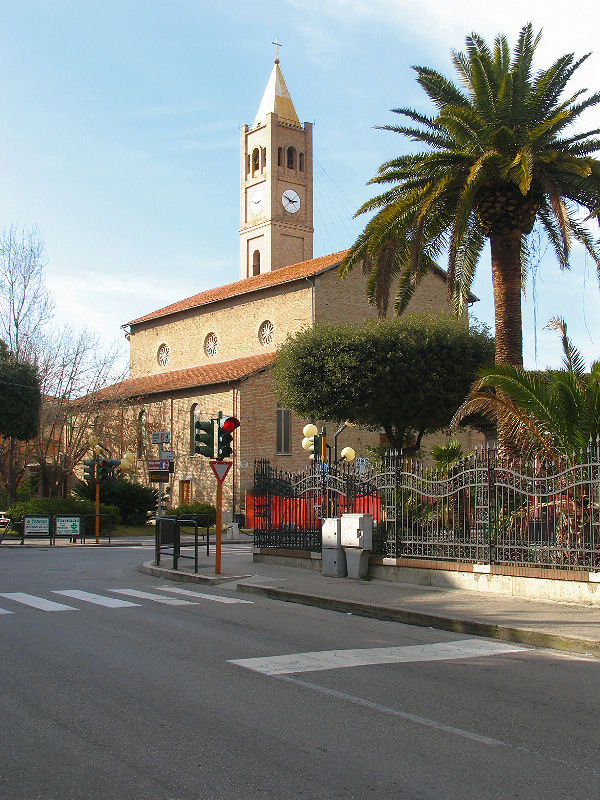
Pfarrkirche von Martinsicuro

Martinsicuro ist eine Gemeinde in der Region Abruzzen in Italien an der Mündung des Tronto. Sie gehört zur Provinz Teramo und hat etwa 16.359 Einwohner (Stand 31. Dezember 2023). Die Gemeinde wurde 1963 neu gebildet, vorher war sie Teil von
Colonnella.
Zur Gemeinde gehört der Ortsteil (Fraktion) Villa Rosa.
Die Nachbargemeinden sind Alba Adriatica, Colonnella, Monteprandone (AP) und San Benedetto del Tronto (AP).

## Geschichte
In der Antike hieß der Ort Castrum Truentinum bzw. einfach Truentum und lag in der mittelitalienischen Landschaft Picenum an der Mündung des damals Truentus genannten Tronto. Laut Plinius dem Älteren war sie ursprünglich eine Siedlung der Liburner. Geschichtlich trat die Stadt kaum in Erscheinung, sie bestand aber noch in der Kaiserzeit (so wird sie auf der Tabula Peutingeriana erwähnt). In der Spätantike wurde Truentum Sitz eines Bischofs, auf diesen geht das Titular(erz)bistum Truentum der römisch-katholischen Kirche zurück.
Aus spanischer Zeit stammt der 1547 unter der Leitung von Martin de Segura als Verteidigungsturm gegen türkische Piraten errichtete Turm. Der quadratische Turm diente der Überwachung der nahen Küstenlinie und war Teil einer von Alvarez de Toledo und Parafan de Ribeira errichteten Verteidigungslinie.

## Weinbau
In der Gemeinde werden Reben der Sorte Montepulciano für den DOC-Wein Montepulciano d’Abruzzo angebaut.

## Persönlichkeiten
- Gigliola Staffilani (* 1966), Mathematikerin, Professorin am Massachusetts Institute of Technology.